# Grendel (gruppo musicale)

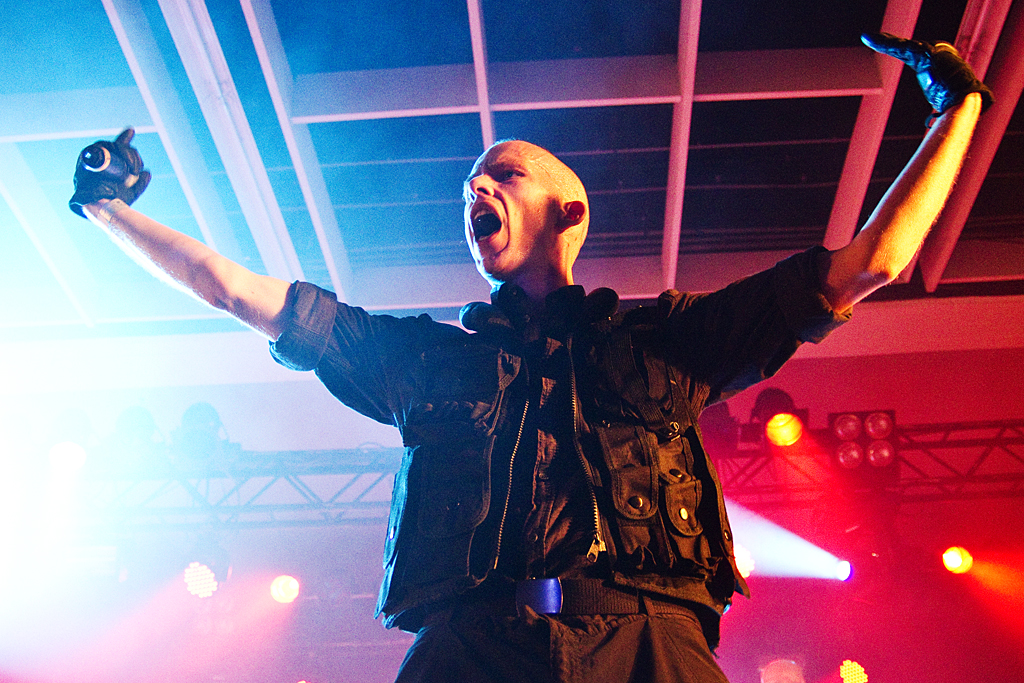
Grendel, Amphi-Festival 2013

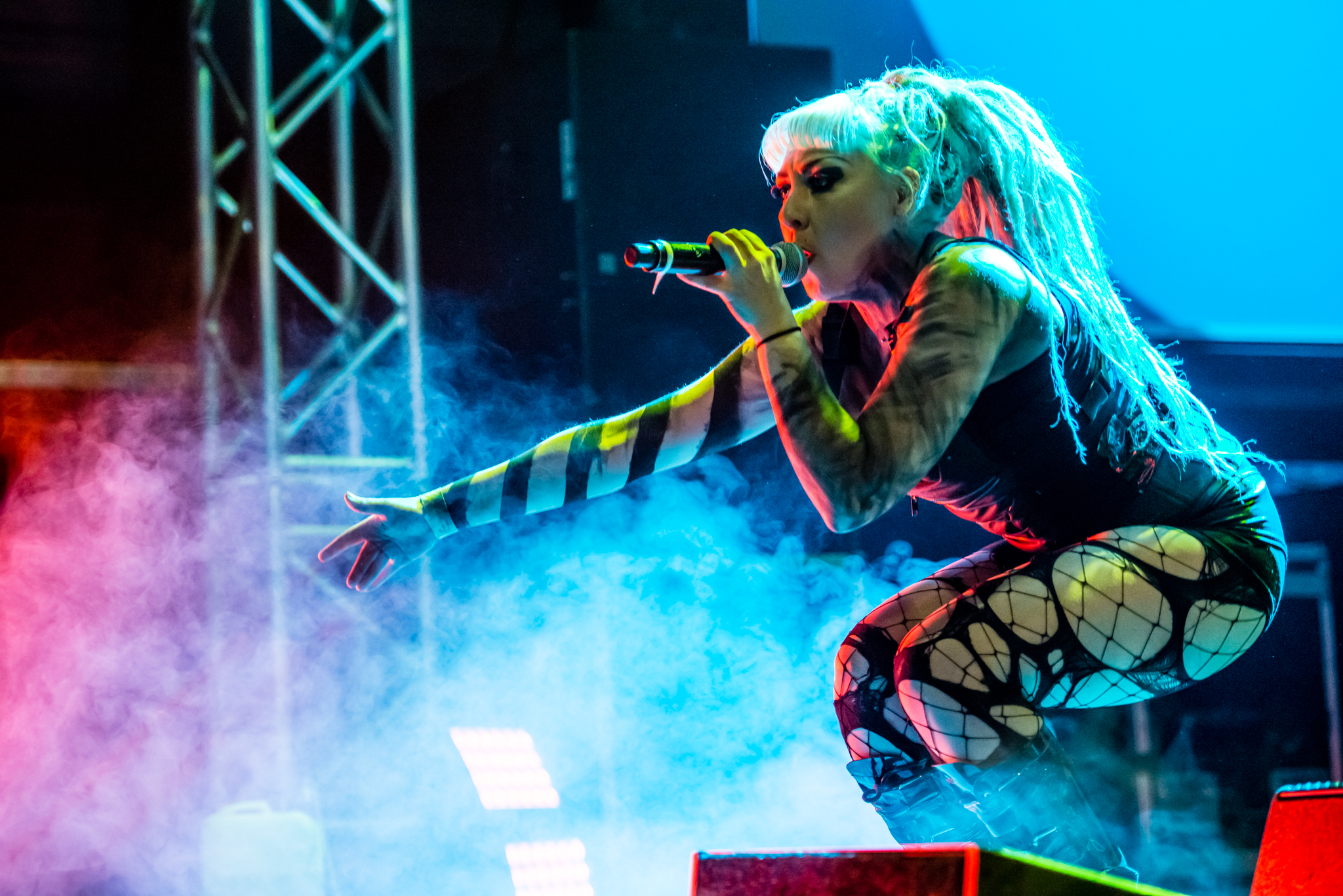
Grendel, e-tropolis 2015

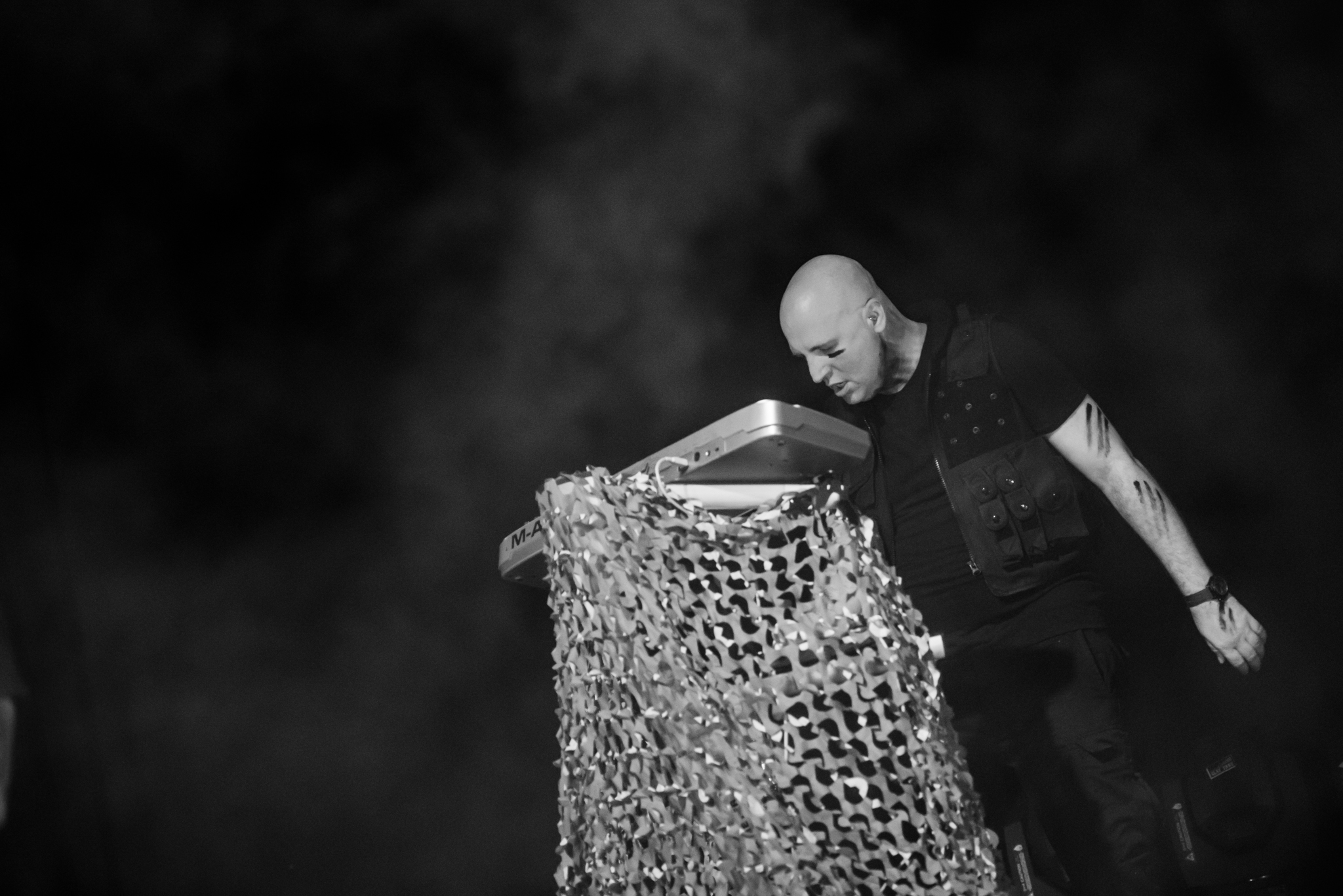
Grendel, e-tropolis 2015

I Grendel sono un gruppo EBM olandese formato nel 1997. Il loro nome è preso dall'antagonista di Beowulf, il mostro Grendel.

## Discografia
- Promo CD (2000) (autoprodotto)
- Inhumane Amusement - Promo CD (autoprodotto)
  - Inhumane Amusement - CD (1/3/2001) (NoiTekk)
- End of Ages - EP (15/4/2002) (NoiTekk)
- Prescription: Medicide - CD (normale + edizione limitata di 1500 copie) (15/1/2004) (NoiTekk)
  - Prescription: Medicide - CD (US Version) (10/8/2004) (Metropolis)
- Soilbleed EP - CD (25/4/2005) (NoiTekk)
  - Soilbleed EP - CD (US Version) (10/5/2005) (Metropolis)
    - Soilbleed: REDUX EP - CD (12/5/2006) (NoiTekk)
- Harsh Generation June 5, 2007
- Chemicals + Circuitry January 12, 2010 - EP
- Timewave: Zero 2012